# Izoszorbid-dinitrát
Az izoszorbid-dinitrát (ISDN, INN: isosorbide dinitrate) 
angina pectoris elleni gyógyszer. Akut angina ellen a glicerin-trinitráthoz hasonlóan nyelv alatt vagy spray formájában adják be. A glicerin-trinitrátnál lassabb a hatásbeállása, ezért akut anginás epizódok kezelésére inkább az előbbit alkalmazzák.
Lassan felszívódó formáját az angina megelőzésére használják.
Aktív metabolitja az izoszorbid-mononitrát, melyet ebben a formában is adnak angina ellen.

## Alkalmazás
Előrehaladott stádiumú, más szerekre nem eredményesen kezelt betegekben hidralazinnal kombinációban alkalmazzák, ha valamilyen ok miatt (ellenjavallat vagy intolerancia) sem ACE gátlók, sem angiotenzin receptor blokkolók nem alkalmazhatók, ill. a beteg nem reagál ezekre megfelelően.
A nitrátok általában nem alkalmasak hosszú idejű kezelésre (az angina megelőzésére) a részleges tolerancia miatt. Az izoszorbid-dinitrát elhúzódó hatású változata 12 óránál ritkább kezelés esetén bizonyítottan tolerancia kialakulásához vezet, az ennél sűrűbb alkalmazásra viszont még nem készültek klinikai vizsgálatok.
A nitráttolerancia elkerülésére az intermittáló kezelési forma ajánlott (napi 10–12 óra nitrátmentes periódus beiktatása, amely alatt egyéb antianginás gyógyszert kap a beteg, a tapasztalatok szerint ui. e nélkül ebben a periódusban gyakoribbak az ischaemiás epizódok).
A nitrátkezelés különösen előnyös anginához társuló balkamra-diszfunkció vagy szívelégtelenség esetén.
A nitrátok bizonyítottan csökkentik az anginás panaszokat, javítják a betegek terhelhetőségét, azonban az életkilátásokra gyakorolt kedvező hatásuk nem igazolt.

## Ellenjavallatok, mellékhatások
A nitrátok relatíve kontraindikáltak bal kamrai kiáramlási obstrukcióval járó betegségekben, így hipertrófiás obstruktív cardiomyopathiában vagy súlyos aortaszűkületben, a syncope veszélye miatt. A nitrátok és a merevedési zavar kezelésére használatos PDE-5 gátlók(en) (Viagra, tadalafil, vardenafil) közötti kölcsönhatás miatt e szerek együttes adása nem javasolt.
A nitrátok leggyakoribb mellékhatása a fejfájás, mely az adag helyes megválasztásával (fokozatos emelésével) csökkenthető, és a kezelés során általában meg is szűnik.

## Hatásmód
Az angina a szív koszorúereinek oxigénhiánya által kiváltott mellkasi fájdalom. A nitrátkészítmények (glicerin-trinitrát, izoszorbid-dinitrát, és az akut roham kezelésére nem használt izoszorbid-mononitrát) lebontásakor nitrogén-monoxid szabadul fel, mely ellazítja az erek simaizmait. Az erek kitágulása következtében a szív könnyebben tudja a vért pumpálni, ezért oxigénigénye csökken, ugyanakkor a koronáriaerek tágulása révén a szívizom vérellátása is javul.
A nitrátok elsősorban a vénás oldalon fejtik ki értágító hatásukat, ezáltal csökkentik a jobb szívfél vénás beáramlását, a tüdőverőér nyomását, a tüdő kapilláris éknyomást, valamint a bal pitvar nyomását, és a diasztolés beáramlás mérséklése révén csökkentik a bal kamra diasztolés volumenét és nyomását, a bal kamra előterhelését. Csak nagyobb dózisban és akkor is kisebb mértékben mérséklik az arteriolák rezisztenciáját.

## Készítmények
A nemzetközi gyógyszerkereskedelemben nagyon sok izoszorbid-dinitrát-tartalmú készítményt kínál.
Bár a szer kifejlesztésében magyar kutatók is részt vettek, a Rigedal 1993-as kivonása óta Magyarországon nincs forgalomban. A Rigedalt más országokban továbbra is forgalmazzák.